# DIKW体系

DIKW金字塔

DIKW體系是關於数据、資訊（Information）、知識（Knowledge）及智慧（Wisdom）的體系，當中每一層都比下一層增加了某些特質。資料層最为基本，資訊層加入內容，知識層加入“如何去使用”，而智慧層加入“什麼時候才用”。如此，DIKW體系是一個讓我們了解分析、重要性及概念工作上的極限的體系。DIKW體系常用於資訊科學及知識管理。

## 歷史
這個模型可以追溯於托馬斯·斯特爾那斯·艾略特所寫的詩－《岩石》（The Rock）。在首段，他寫道：“我們在知識中所失去的智慧在哪裡？我們在資訊中所失去的知識在哪裡？”（Where is the wisdom we have lost in knowledge? / Where is the knowledge we have lost in information?）。哈藍·克利夫蘭根據這個1982年12月在《未來主義者》雜誌中的文章－“資訊有如資源”的基礎來建設這個體系。後來這個體系得到米蘭·瑟蘭尼（Milan Zeleny）及羅素·艾可夫（Russell .L. Ackoff）不斷的擴展。

## 應用
DIKW體系透過以下的步驟來協助研究及分析：
- 原始觀察及量度獲得了資料。
- 分析資料間的關係獲得了資訊。這些資訊可以回答簡單問題，譬如：誰？什麼？哪裡？什麼時候？為什麼？資訊是信息，意味著有聽眾及目的。
- 在行動上應用資訊產生了知識。知識可以回答“如何？”的問題。知識是一些可行的關係及習慣工作方式。
- 透過智者間的溝通及自我反省而利用知識會產生了智慧。我們可以利用智慧解答關於行動的為什麼及什麼時候的問題。智慧是關心未來。它含有暗示及滯後影響的意味。

## 发展
DIKWP模型是段玉聪教授提出的一种人工智能认知模型，全称为“数据-信息-知识-智慧-意图”模型。它在传统DIKW金字塔（Data-Information-Knowledge-Wisdom）基础上增加了顶层的“Purpose（意图）”，形成数据→信息→知识→智慧→意图的五层认知架构。通过引入“意图”层，DIKWP模型强调以目的驱动认知过程，实现从数据感知到决策行动的闭环迭代。该模型被视为面向人工意识（Artificial Consciousness）的新范式，旨在让AI具备可解释、可控的高层认知能力。

## 外部連結
- DIKW（页面存档备份，存于）
- DIKW的源頭
- DIKWP模型